# Список персонажів «Trinity Blood»
Це список персонажів аніме та манґи Trinity Blood

## Агенти AX
AX — департамент спеціальних операцій при Міністерстві закордонних справ Ватикану. Сформований в травні 3055 року.

### Авель Найтроад

Авель Найтроад (На фоні Авель у формі крусніка)

Авель Найтроад — крустнік № 02. Молодший брат Каїна. Один з людей створених для проекту «Червоний Марс».
З дитинства був дуже жорстоким, ненавидів людей, тому учасники проекту відповідали йому тим же. Одного разу колонізатори вирішили від нього позбавиться — вони викинули Авеля на неосвоєну територію Марса, залишивши йому лише невелику кількість кисню.
Дізнавшись про це, Ліліт відправилася за Авелем, унаслідок чого випадково наткнулася на невідомий корабель прибульців, — Арком, де знайшла невідомий вид наномашин — крусніки.
Після свого порятунку Авель проникся до Ліліт симпатією.
Пізніше Авель разом з другою хвилею колонізаторів повертається на Землю (приблизно в цей час Авель отримує наномашини та стає крусніком), та очолює метоселан у війні проти людей.
Після смерті Ліліт, він будує їй гробницю недалеко від Риму, де і проводить понад 800 років, аж до порятунку ним 14-ї Катерини Сфорца.
У звичайному житті Авель трохи дурнуватий та милий священик. Обожнює солодке, чай п'є виключно з 13 шматочками цукру.
Віддає перевагу не вбивствам, а вирішенню конфліктів мирних шляхом. Готовий допомагати усім та кожному, намагаючись замолити свої колишні гріхи. Авель сильно змінив своє відношення до землян та метоселан — він вважає, що між ними немає великої різниці та вони повинні жити в мирі.
Зараз працює священиком-агентом в АХ.
Сейю: Тоуті Хіроку

### Трес Ікус HC III X
Трес Ікус HC III X (лат. Homo Caedius, Людина вбиваюча) — Кіборг. Проект створення кіборгів розроблявся професором Зебетто Гарібальдіом (у 3036 році він починає розробляти ідею створення солдатів-кіборгів серії HC), але потім Професор попав в руки Ватикану. (У квітні 3055 року після поразки повстання єпископа Гарібальдіа. Авель та Катерина знаходять HC III X).
Свідомість Треса дуже нестабільна, саме це було головною причиною для встановлення програми підпорядкування Катерині Сфорца.
Окрім металевих частин тіла кіборг містить в собі також органічний орган — частину головного мозку.
Трес не потребує ніякого живлення взагалі.
Фанатично відданий Катерині. Катерина також служить своєрідним «обмежувачем» його дій.
Сейю: Накаі Кадзуя

### Леон Гарсія де Астуріас
Леон Гарсія де Астуріас — Народився в 3031 році.
Леону близько 30 років, у нього є донька по імені Фана, яка вже протягом двох років знаходиться в лікарні Ватикану після важкої хвороби. Леон шалено любить свою доньку та живе лише заради неї.
Леон — колишній військовий, він був капітаном королівської армії під час Марокканської війни за незалежність, за участь у якій був нагороджений. Служив спецагентом у ВМС.
Якимось чином пов'язаний з масовим вбивством 30 священнослужителів, за що був засуджений до страти, яка не відбулася завдяки АХ та згоді Леона працювати на них в 3058 році.
Сейю: Кояма Тсуйосі

## Розен Кройц
Розен Кройц (фр. Rosen Croix, нім. Rosenkreuz) — таємне масонське товариство. Після Армагеддону Орден був невеликою організацією зі штаб-квартирою в Берліні, в нього входили люди, вампіри та штучні вампіри, яким був не до душі Ватикан. Це було маленьке товариство, яке нічого особливого і не робило.
З часом Розен Кройц розростався, особливо після приєднання до них Каїна та Ісаака. Орден також став своєрідним фільтром для дрібних терористичних організацій. Всі дії ордену покриті таємницею, навіть Ватикан знає небагато.

### Каїн Найтроад
Каїн Найтроад — Народився в 2088 році в Берліні. Крустнік № 01. Старший брат Авеля.
Каїн був лідером проекту «Червоний марс». Каїн був дуже розумною, доброю, тихою та спокійною молодою людиною. Багато хто щиро любив його та захоплювався ним, що робило його чудовим лідером.
Проте, в глибині душі, Каїн ненавидів все людство за те, що люди створили його, його брата та сестер лише для цілей проекту «Червоний Марс». Він відчував себе всього лише інструментом, простою річчю.
Займаючись дослідженнями, Каїн та один із співробітників лабораторії стали жертвами жахливого інциденту. Сет, аби запобігти їх смерті, приймає ризиковане рішення — ввести їм наномашини Круснік, але ситуація виходить з-під контролю, та нано-машини замість того аби дати їм життя, його забирають. Каїн вмирає, але, через деякий час знов оживає.
Після цього Каїн дуже змінився. Він починає підбурювати колонізаторів проти землян і незабаром розв'язує війну (власне також як і Авель та Сет, Ліліт була проти цього). Головною його ціллю було знищення всіх землян. Але Ліліт, яка встає на сторону людей і допомагає їм давати гідну відсіч, своїми діями заважає планам Каїна, тому він вбиває її. Авель мститься Каїну та практично знищує його тіло. Каїн практично безпорадний, і саме таким його в 3040-х роках знаходить Ісаак.
Навіть після 800 років Каїн так і не зміг повністю відновиться. Він може використовувати своє тіло лише протягом декількох годин за раз. Весь останній час йому доводиться проводити в «ванні» наповненою спеціальним регенеруючим розчином.
Сейю: Дзуніті Сувабе

### Ісаак Фернанд вон Кемпфер
Ісаак Фернанд вон Кемпфер — могутній маг, одна з його здібностей — викликати монстрів та «силу демонів». Має найвищий ранг в Ордені після Каїна.
Його мотивації незрозумілі, хоча можна відмітити, що його дуже цікавить сила крусників.
Вперше Ісаак Батлер з'явився в Лондініумі, щоб поступити в університет. До того моменту там були три генії: Катерина Ленг, Зебетто Гарібальдіа та Вільям Волтер Вордсворт.
Вільям та Ісаак проводили спільний експеримент, провал якого викликав скандал. Через невдачу цього експерименту померла дружина Вільяма.
Після того, як Ісаака вигнали з Університету, він подорожував по світу поки не знайшов Каїна.
Сейю: Фудзівара Кейдзі